# Смітленд (Кентуккі)
Смітленд (англ. Smithland) — місто (англ. city) в США, в окрузі Лівінґстон штату Кентуккі. Населення — 240 осіб (2020).

## Географія
Смітленд розташований за координатами 37°8′19″ пн. ш. 88°24′17″ зх. д. / 37.13861° пн. ш. 88.40472° зх. д. (37.138563, -88.404735).  За даними Бюро перепису населення США в 2010 році місто мало площу 1,31 км², з яких 1,31 км² — суходіл та 0,00 км² — водойми.

## Демографія
Згідно з переписом 2010 року, у місті мешкала 301 особа в 135 домогосподарствах у складі 80 родин. Густота населення становила 230 осіб/км².  Було 168 помешкань (128/км²).
Расовий склад населення:
| - 99,0 % — білих - 0,3 % — корінних американців |

До двох чи більше рас належало 0,7 %. Частка іспаномовних становила 0,3 % від усіх жителів.
За віковим діапазоном населення розподілялося таким чином: 20,6 % — особи молодші 18 років, 58,8 % — особи у віці 18—64 років, 20,6 % — особи у віці 65 років та старші. Медіана віку мешканця становила 46,3 року. На 100 осіб жіночої статі у місті припадало 92,9 чоловіків;  на 100 жінок у віці від 18 років та старших — 89,7 чоловіків також старших 18 років.
Середній дохід на одне домашнє господарство  становив 40 603 долари США (медіана — 30 625), а середній дохід на одну сім'ю — 49 248 доларів (медіана — 34 659). Медіана доходів становила 47 813 долари для чоловіків та 27 813 долари для жінок. За межею бідності перебувало 26,1 % осіб, у тому числі 26,8 % дітей у віці до 18 років та 24,2 % осіб у віці 65 років та старших.
Цивільне працевлаштоване населення становило 149 осіб. Основні галузі зайнятості: роздрібна торгівля — 20,1 %, науковці, спеціалісти, менеджери — 14,1 %, мистецтво, розваги та відпочинок — 14,1 %.